# Factoría romana de salazones (Algeciras)
El yacimiento arqueológico correspondiente a la factoría romana de salazones se encuentra ubicado en la zona denominada como Villa Vieja de Algeciras (provincia de Cádiz, España)

## Historia
La investigación dedicada a la época romana en la Villa Vieja de Algeciras se ha basado sobre todo en el análisis de las fuentes escritas y en los hallazgos casuales producidos durante las obras anteriores a que el Museo municipal se encargara de la gestión del patrimonio arqueológico de la ciudad. Sin embargo, algunas intervenciones de urgencia realizadas con posterioridad han completado el conocimiento de la zona, especialmente la producida en la calle San Nicolás, número 1, que tuvo lugar sobre el espacio ocupado por la misma factoría de salazón altoimperial. Se sabe que en el último tercio del siglo I (a. C.) se produjo la fundación de una colonia romana en la terraza cuaternaria que sirve de asiento a la Villa Vieja. Su nombre, trasmitido por las fuentes como Iulia Traducta (Plinio el Viejo, Estrabón, Pomponio Mela, Ptolomeo, Marciano de Heraclea, etc.), ha sido interpretado en función del desplazamiento de contingentes humanos desde el norte de África para habitarla. La pervivencia de esta ciudad durante el alto imperio queda fuera de toda duda a tenor de su mención en las fuentes reseñadas y de los hallazgos arqueológicos conocidos. Sin embargo, tanto la documentación textual como material nos faltan para el siglo III (d. C.), sin que haya una interpretación convincente que dé sentido a este largo intermedio en el desarrollo de la ciudad, que seguirá habitada con posteridad sin solución de continuidad. 
Los trabajos arqueológicos realizados en calle San Nicolás, números 3 y 5 muestran una estratigrafía con una secuencia para la factoría de salazones que, resumidamente, sería la siguiente: sobre la plataforma geológica, acondicionada por nivelación en el lugar que presentaba algún tipo de escarpe, se funda, durante el siglo I de la Era, una factoría de salazones de la que hemos podido estudiar los restos de ocho piletas de maceración de garum (quizá diez, si los restos de opus signinum del siglo V documentadas en la excavación de esta parcela pertenecen a estructuras similares) y parte de los elementos constructivos de dos instalaciones anejas al complejo industrial. Hasta la fecha se han excavado al menos dos complejos industriales (factorías de salazones autónomas) romanos, encontrándose el primero de ellos completo y el segundo al menos en un tercio de su planta. 
Tipológicamente, el primero de ellos presenta una planta centralizada, con una habitación rectangular pavimentada en opus signinum con pozo circular y brocal, encontrándose esta totalmente rodeada por dos hileras de piletas angulares de diferente morfología y tamaño. Se conservan diversas estructuras porticadas relacionadas con espacios anexos a la factoría, fruto de las diversas remodelaciones llevadas al cabo durante los quinientos años de vida del complejo. El segundo, situado al oeste, presenta multitud de piletas y otras dependencias auxiliares las cuales se ajustan a un esquema similar. Tras esta fase, el espacio se reocupa en época tardorromana y de la misma forma, de nuevo se abandona; se habita a fines del siglo IV (d. C.), cifrada en términos de relleno de piletas con acondicionamientos arquitectónicos puntuales. A partir de este momento surgirán puntuales ocupaciones en época medieval, sin estructuras arquitectónicas y algunas unidades constructivas de época moderna y contemporánea.